# Estação Jamaica
A Estação Jamaica é uma das estações do Metrô da Cidade do México, situada na Cidade do México, entre a Estação Fray Servando, a Estação Santa Anita, a Estação Chabacano e a Estação Mixiuhca. Administrada pelo Sistema de Transporte Colectivo, faz parte da Linha 4 e da Linha 9.
Foi inaugurada em 26 de maio de 1982. Localiza-se no cruzamento do Eixo 2 Oriente com a Rua José María Roa Barcenas, a Rua Cincel e a Avenida Morelos. Atende os bairros Mixiuhca, Sevilla e Jamaica, situados na demarcação territorial de Venustiano Carranza. A estação registrou um movimento de 7.056.588 passageiros em 2016.